# Carl Johan Bernadotte

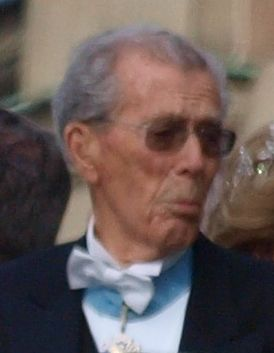
Carl Johan Bernadotte 2010

Carl Johan Arthur Bernadotte Graf von Wisborg (* 31. Oktober 1916 in Stockholm; † 5. Mai 2012 in Ängelholm) war das fünfte und jüngste Kind des schwedischen Königs Gustaf VI. Adolf und der Prinzessin Margaret of Connaught. Er war ein Onkel von König Carl XVI. Gustaf. Die dänische Königin Ingrid war seine Schwester; die abgedankte dänische Königin Margrethe II. ist seine Nichte.

## Leben
Carl Johan Bernadotte wurde wie seine Brüder Gustaf Adolf, Sigvard und Bertil als Prinz des schwedischen Königshauses erzogen. Ein Studium der Politikwissenschaften schloss er nicht ab, sondern wurde im Zweiten Weltkrieg Offizier. 1945 sorgte er für einen Eklat in seiner Familie, als er beschloss, die bürgerliche Journalistin und Schwester des Schriftstellers Carl-Henning Wijkmark, Kerstin Wijkmark, zu heiraten, die zudem auch noch geschieden war. Sein Großvater Gustav V. gab keine Erlaubnis für diese Eheschließung und versuchte auch zu verhindern, dass das junge Paar ein Visum für die Ausreise in die Vereinigten Staaten erhielt.
Das Paar heiratete 1946 in New York City; in der Folge wurde Bernadotte aller königlichen Privilegien enthoben. Er verlor seinen Platz in der Thronfolge sowie den Titel des Herzogs von Dalarna. Nach dem Tode des Großvaters im Jahre 1950 und der Thronbesteigung seines Vaters Gustav VI. Adolf entspannte sich das Verhältnis zur Familie, zumal nur einer (der 1947 bei einem Flugzeugabsturz getötete Gustav Adolf) der vier Söhne des Monarchen ebenbürtig geheiratet hatte. Carl Johans Bruder Bertil war lange Zeit mit einer Bürgerlichen liiert, die er 1976 heiratete, nachdem ihm sein Neffe, König Carl XVI. Gustav, die Erlaubnis gegeben hatte; sein Bruder Sigvard, ein international bekannter Designer, heiratete dreimal hintereinander bürgerliche Frauen. Im Jahr 1951 wurde Carl Johan Bernadotte von Großherzogin Charlotte von Luxemburg der Titel eines Grafen von Wisborg verliehen.
Bernadotte betätigte sich international als Unternehmer und Wirtschaftsberater. Er war Teilhaber einer Reihe amerikanischer Unternehmen und in Schweden Besitzer einer Fabrik von Autozubehörteilen. Auch engagierte er sich erfolgreich für die wirtschaftliche und industrielle Auswertung schwedischer Erfindungen in den USA.
Carl Johan Bernadotte und seine Frau Kerstin adoptierten zwei Kinder. Das Paar lebte in New York, Paris und London, bevor es 1973 endgültig nach Schweden zurückkehrte. Nach dem Tode seiner ersten Frau im Jahre 1987 heiratete er im Jahr darauf seine langjährige Bekannte Gunnilla Bussler, die Schwester eines seiner Jugendfreunde. Zuletzt wurde er öffentlich wahrgenommen, als er bei der Hochzeit seiner Großnichte Victoria von Schweden zu sehen war.
Er war der letzte lebende Urenkel der britischen Königin Victoria.

Carl Johans Wappen als Prinz von Sweden
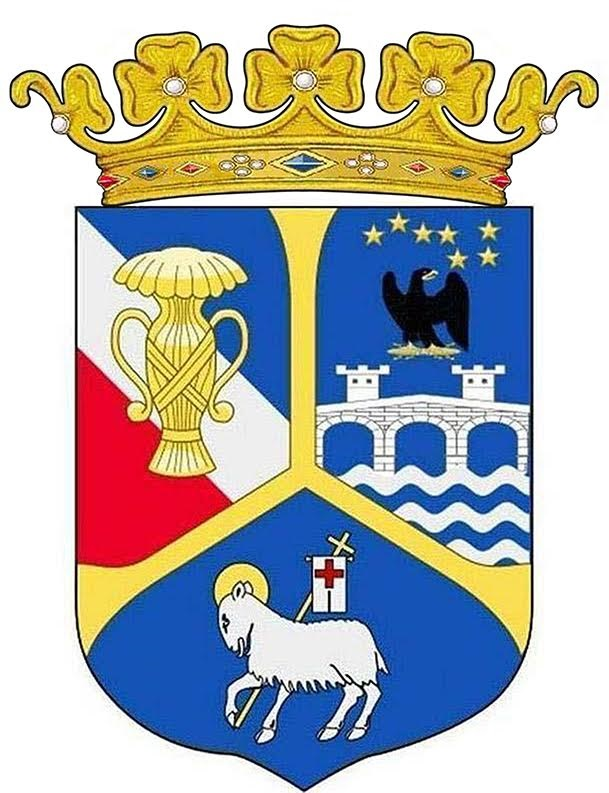
Prinz Carl Johan Bernadotte im Adelsstand von Luxemburg
Die Grafen von Wisborg

## Ehrungen
- 1916: Kommandeur mit Großkreuz des Schwertordens
- 1916: Königlicher Seraphinenorden
- 1916: Ritter des Ordens Karls XIII.
- 1935: Ritter des Elefanten-Ordens
- 1952: Kommandeur mit Großkreuz des Nordstern-Ordens
- Großkreuz des Herzoglich Sachsen-Ernestinischen Hausordens
- Großoffizier des Ordens vom Quetzal (Guatemala)

## Vorfahren
| Ahnentafel von Carl Johan Bernadotte | Ahnentafel von Carl Johan Bernadotte                                                            | Ahnentafel von Carl Johan Bernadotte                                                           | Ahnentafel von Carl Johan Bernadotte                                                                                    | Ahnentafel von Carl Johan Bernadotte                                                            | Ahnentafel von Carl Johan Bernadotte                                                                                     | Ahnentafel von Carl Johan Bernadotte                                                                                              | Ahnentafel von Carl Johan Bernadotte                                                                                 | Ahnentafel von Carl Johan Bernadotte                                                                                 |
| ------------------------------------ | ----------------------------------------------------------------------------------------------- | ---------------------------------------------------------------------------------------------- | --- | ----------------------------------------------------------------------------------------------- | --- | --- | --- | --- |
| Ururgroßeltern                       | König Oskar I. (1799–1859) ⚭ 1823 Prinzessin Josephine Beauharnais von Leuchtenberg (1807–1876) | Herzog Wilhelm I. von Nassau (1792–1839) ⚭ 1829 Prinzessin Pauline von Württemberg (1810–1856) | Großherzog Leopold von Baden (1790–1852) ⚭ 1819 Prinzessin Sophie Wilhelmine von Schleswig-Holstein-Gottorf (1801–1865) | Kaiser Wilhelm I. (1797–1888) ⚭ 1829 Prinzessin Augusta von Sachsen-Weimar-Eisenach (1811–1890) | Herzog Ernst I. von Sachsen-Coburg und Gotha (1784–1844) ⚭ 1817 Prinzessin Luise von Sachsen-Gotha-Altenburg (1800–1831) | Prinz Edward Augustus, Duke of Kent and Strathearn (1767–1820) ⚭ 1818 Prinzessin Victoire von Sachsen-Coburg-Saalfeld (1786–1861) | Prinz Carl von Preußen (1801–1883) ⚭ 1827 Prinzessin Marie von Sachsen-Weimar-Eisenach (1808–1877)                   | Herzog Leopold IV. von Anhalt-Dessau (1794–1871) ⚭ 1818 Prinzessin Friederike von Preußen (1796–1850)                |
| Urgroßeltern                         | König Oskar II. (1829–1907) ⚭ 1857 Prinzessin Sophia von Nassau (1836–1913)                     | König Oskar II. (1829–1907) ⚭ 1857 Prinzessin Sophia von Nassau (1836–1913)                    | Großherzog Friedrich I. von Baden (1826–1907) ⚭ 1856 Prinzessin Luise von Preußen (1838–1923)                           | Großherzog Friedrich I. von Baden (1826–1907) ⚭ 1856 Prinzessin Luise von Preußen (1838–1923)   | Prinz Albert von Sachsen-Coburg und Gotha (1819–1861) ⚭ 1840 Königin Victoria von Großbritannien und Irland (1819–1901)  | Prinz Albert von Sachsen-Coburg und Gotha (1819–1861) ⚭ 1840 Königin Victoria von Großbritannien und Irland (1819–1901)           | Prinz Friedrich Karl Nikolaus von Preußen (1828–1885) ⚭ 1854 Prinzessin Maria Anna von Anhalt-Dessau (1837–1906)     | Prinz Friedrich Karl Nikolaus von Preußen (1828–1885) ⚭ 1854 Prinzessin Maria Anna von Anhalt-Dessau (1837–1906)     |
| Großeltern                           | König Gustav V. (1858–1950) ⚭ 1881 Prinzessin Viktoria von Baden (1862–1930)                    | König Gustav V. (1858–1950) ⚭ 1881 Prinzessin Viktoria von Baden (1862–1930)                   | König Gustav V. (1858–1950) ⚭ 1881 Prinzessin Viktoria von Baden (1862–1930)                                            | König Gustav V. (1858–1950) ⚭ 1881 Prinzessin Viktoria von Baden (1862–1930)                    | Prinz Arthur, Duke of Connaught and Strathearn (1850–1942) ⚭ 1879 Prinzessin Luise Margareta von Preußen (1860–1917)     | Prinz Arthur, Duke of Connaught and Strathearn (1850–1942) ⚭ 1879 Prinzessin Luise Margareta von Preußen (1860–1917)              | Prinz Arthur, Duke of Connaught and Strathearn (1850–1942) ⚭ 1879 Prinzessin Luise Margareta von Preußen (1860–1917) | Prinz Arthur, Duke of Connaught and Strathearn (1850–1942) ⚭ 1879 Prinzessin Luise Margareta von Preußen (1860–1917) |
| Eltern                               | König Gustav VI. Adolf (1882–1973) ⚭ 1905 Prinzessin Margaret of Connaught (1882–1920)          | König Gustav VI. Adolf (1882–1973) ⚭ 1905 Prinzessin Margaret of Connaught (1882–1920)         | König Gustav VI. Adolf (1882–1973) ⚭ 1905 Prinzessin Margaret of Connaught (1882–1920)                                  | König Gustav VI. Adolf (1882–1973) ⚭ 1905 Prinzessin Margaret of Connaught (1882–1920)          | König Gustav VI. Adolf (1882–1973) ⚭ 1905 Prinzessin Margaret of Connaught (1882–1920)                                   | König Gustav VI. Adolf (1882–1973) ⚭ 1905 Prinzessin Margaret of Connaught (1882–1920)                                            | König Gustav VI. Adolf (1882–1973) ⚭ 1905 Prinzessin Margaret of Connaught (1882–1920)                               | König Gustav VI. Adolf (1882–1973) ⚭ 1905 Prinzessin Margaret of Connaught (1882–1920)                               |
| Carl Johan Bernadotte                |                                                                                                 |                                                                                                | |                                                                                                 | | | | |